# Aiakides
Als Aiakides (altgriechisch Αἰακίδης Aiakídḗs, lateinisch Aeacides, Plural Aiakideis) wird in der griechischen Mythologie ein Nachkomme des aiginischen Königs Aiakos bezeichnet.
Bei Homer findet sich die Bezeichnung Aiakides nur in Bezug auf Aiakos’ Sohn Peleus und dessen Sohn Achilleus, für seinen Urenkel Neoptolemos, den Sohn des Achilleus, ist die Bezeichnung bei Pausanias und Vergil belegt. Der Grammatiker Lysimachos nennt einen Sohn des Neoptolemos und der Andromache Aiakides.
Aiakos’ zweiter Sohn Telamon wird bei Apollonios von Rhodos und bei Quintus von Smyrna ein Aiakide genannt, dessen Sohn Aias bei Quintus von Smyrna und bei Strabon. Für Phokos, den dritten Sohn des Aiakos und Halbbruder des Peleus und des Telamon, ist die Bezeichnung Aeacides nur bei Ovid belegt.
Mehrere antike Herrscher leiteten ihr Geschlecht von den Aiakideis her, so der makedonische König Perseus oder der epirotische König Pyrrhos, dessen Geschlecht bis heute als Aiakiden bezeichnet wird.